# San Marinos Grand Prix 1997
San Marinos Grand Prix 1997 var det fjärde av 17 lopp ingående i formel 1-VM 1997.

## Resultat
1. Heinz-Harald Frentzen, Williams-Renault, 10 poäng
2. Michael Schumacher, Ferrari, 6
3. Eddie Irvine, Ferrari, 4
4. Giancarlo Fisichella, Jordan-Peugeot, 3
5. Jean Alesi, Benetton-Renault, 2
6. Mika Häkkinen, McLaren-Mercedes, 1
7. Nicola Larini, Sauber-Petronas
8. Olivier Panis, Prost-Mugen Honda
9. Mika Salo, Tyrrell-Ford
10. Jos Verstappen, Tyrrell-Ford
11. Ukyo Katayama, Minardi-Hart

### Förare som bröt loppet
- Pedro Diniz, Arrows-Yamaha (varv 53, växellåda)
- Jacques Villeneuve, Williams-Renault (40, växellåda)
- David Coulthard, McLaren-Mercedes (38, motor)
- Rubens Barrichello, Stewart-Ford (32, motor)
- Johnny Herbert, Sauber-Petronas (18, elsystem)
- Ralf Schumacher, Jordan-Peugeot (17, transmission)
- Shinji Nakano, Prost-Mugen Honda (11, kollision)
- Damon Hill, Arrows-Yamaha (11, kollision)
- Gerhard Berger, Benetton-Renault (4, snurrade av)
- Jan Magnussen, Stewart-Ford (2, snurrade av)
- Jarno Trulli, Minardi-Hart (0, växellåda)